# Iljinszkij (Permi határterület)
Iljinszkij (oroszul: Ильинский) városi jellegű település Oroszország Permi határterületén, az Iljinszkiji járás székhelye.
Lakossága: 6288 fő (a 2010. évi népszámláláskor).

## Fekvése
A Permi határterület központi részén, Permtől 93 km-re északnyugatra, az Obva (a Káma mellékfolyója) jobb partján terül el. A Kámai-víztározó létrehozásakor az Obva alsó folyásának medre öböllé szélesedett, és a település egyes részei víz alá kerültek. Iljinszkij mellett 1990-ben adták át az Obván létesített közúti hidat, mellyel közvetlen összeköttetés jött létre a járás északi és déli része között.

## Története
1579 óta ismert település, nevét az akkoriban épült, Illés (oroszul: Ilja) prófétának szentelt fatemplomról kapta. 1700-ban I. Péter cár a Sztroganovoknak adományozta, akik 1771-ben itt alakították ki Urál-vidéki birtokaik központját. 1790-től 1828-ig a faluban szövőüzem működött. Iljinszkij a 19-20. század fordulóján Perm vidékének jelentős kereskedelmi központja volt. 1923-ban lett járási székhely. 
Nevezetes műemléke a Sztroganovok egykori igazgatási épülete. A település központjában, egy kisebb tó partján 1805-ben emelt (1837-ben átalakított) épület az orosz klasszicista építészet jelentős alkotása. Az épületben van a település és a járás helytörténeti múzeuma, melyet 1921-ben alapítottak, és ahol többek között a Sztroganovok permi birtokainak levéltári anyagát is őrzik. 
Az Illés prófétának szentelt templomot (oroszul: Proroko-Iljinszkaja cerkov) 1775-ben és 1837-ben építették, az 1930-as évek végén lebontották. Mindössze a refektórium maradt fenn, ami jelenleg templomként használnak.